# Tohumeta
Tohumeta (Tohumetan) ist ein osttimoresischer Suco im Verwaltungsamt Laulara (Gemeinde Aileu).

## Geographie
Tohumeta liegt im Westen des Verwaltungsamts Laulara. Östlich liegt der Suco Madabeno, nordöstlich der Suco Cotolau, südwestlich der Suco Fatisi und nordwestlich der Suco Bocolelo. Im Süden grenzt Madabeno an das Verwaltungsamt Aileu mit seinem Suco Seloi Craic. Im Norden liegt die Gemeinde Dili mit ihrem Suco Dare (Dili) (Verwaltungsamt Vera Cruz). Entlang der Nordgrenze fließt in der Regenzeit der Bemos, ein Quellfluss des Rio Comoro. Weiter im Westen heißt der Fluss Beinas. 2004 wurde der Suco Fucuculau an Tohumeta angegliedert und bildet seitdem seinen Norden. 2015 gab es weitere Grenzveränderungen. Tohumeta hat nun eine Fläche von 6,96 km².
Im Zentrum befinden sich mehrere Weiler, die sich um das Zentrum des Ortes Tohumeta gruppieren. Östlich liegt das Dorf Berlihu-Meta und im Südwesten der Weiler Erfan. Im Nordwesten befinden sich mehrere einzeln stehende Häuser. Nur kleinere Straßen verbinden den Suco mit der Außenwelt. Für die Parlamentswahlen 2007 mussten die Wahlurnen zum Wahllokal in der Grundschule mit Trägern und Pferden gebracht und wieder abgeholt werden.
Im Suco befinden sich die drei Aldeias Acadiro, Berlihu-Meta und Tohumeta.

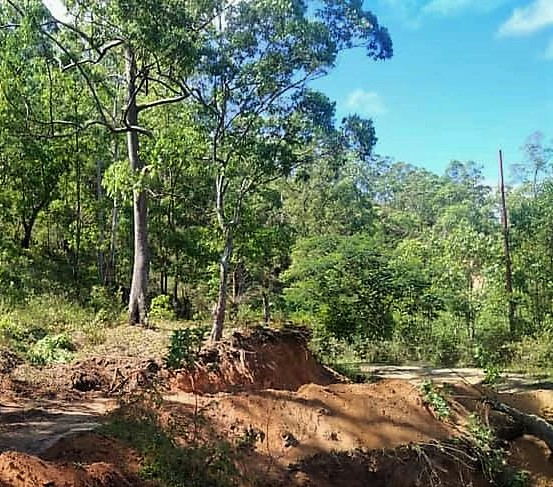
Im Suco Tohumeta
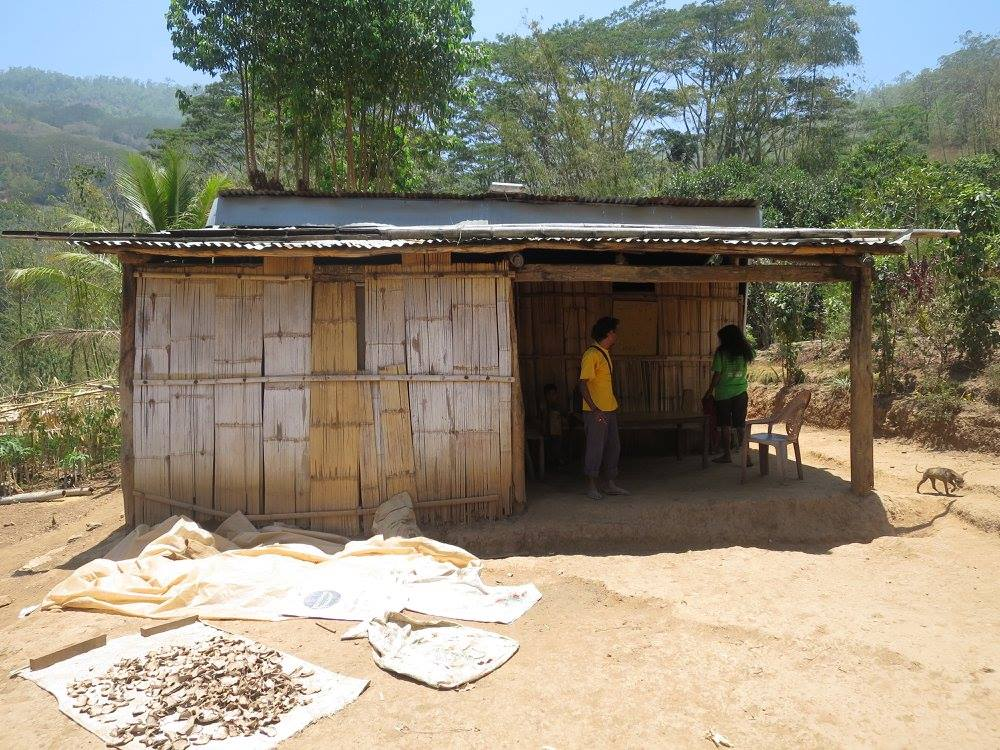
Hütte im Suco Tohumeta
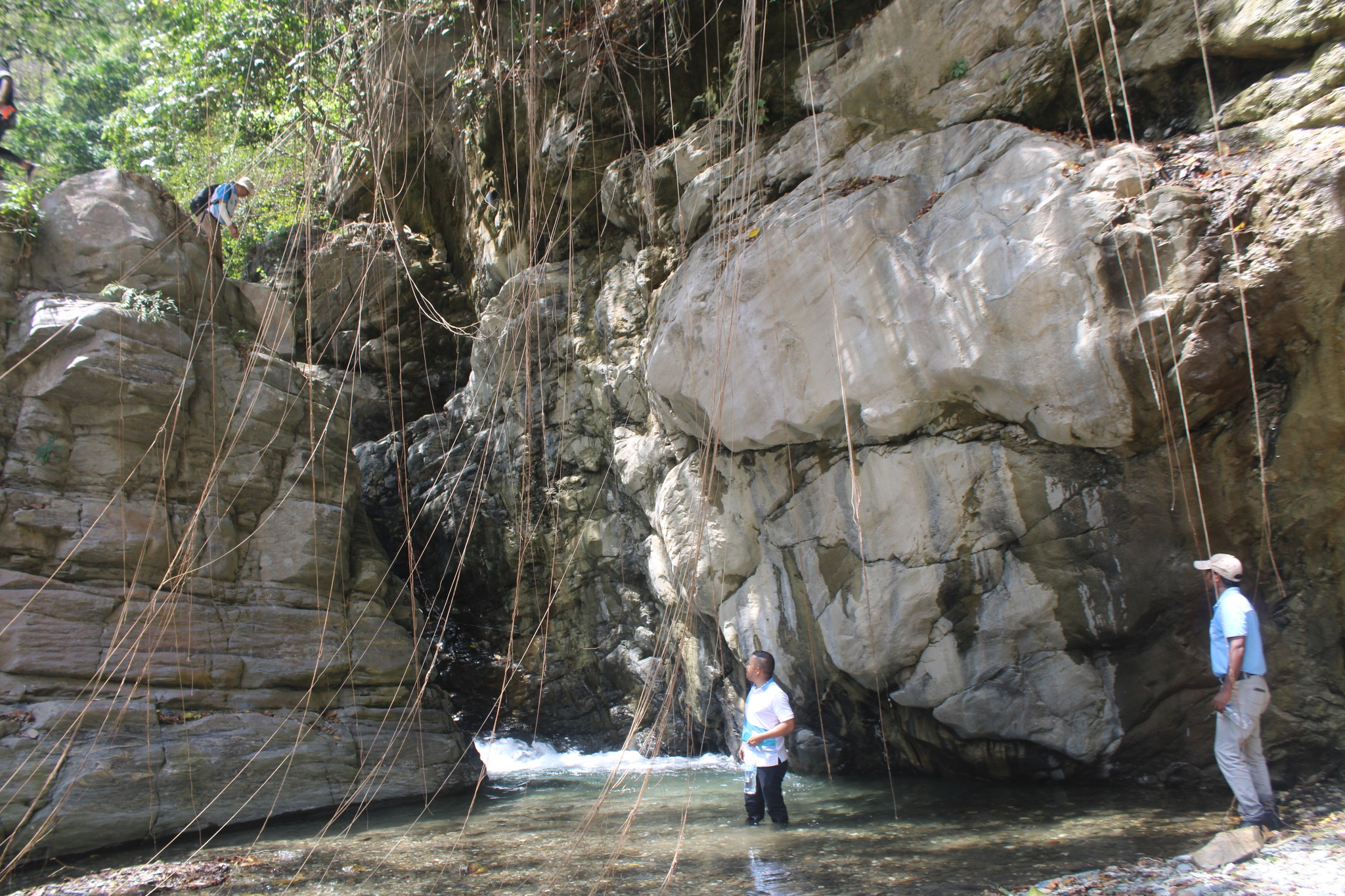
Schlucht in Tohumeta

## Einwohner
In Tohumeta leben 870 Einwohner (2022), davon sind 471 Männer und 399 Frauen. Im Suco gibt es 132 Haushalte. Über 91 % der Einwohner geben Tetum Prasa als ihre Muttersprache an. Fast 8 % sprechen Mambai.

## Geschichte
In Tohumeta gab es Ende 1979 ein indonesisches Lager für Osttimoresen, die zur besseren Kontrolle von den Besatzern umgesiedelt werden sollten.

## Politik
Bei den Wahlen von 2004/2005 wurde Duarte de Fatima Henrique zum Chefe de Suco gewählt und 2009 in seinem Amt bestätigt. Die Wahlen 2016 gewann João Maia.